# 科龙布勒
科龙布勒（法語：Corrombles，法語發音：[kɔʁɔ̃bl]）是法国科多尔省的一个市镇，属于蒙巴尔区。

## 地理
科龙布勒（47°31'2"N, 4°11'48"E）面积11.46 平方千米，位于法国勃艮第-弗朗什-孔泰大區科多尔省，该省份为法国中东部省份，北起奥布省，西接涅夫勒省和约讷省，南至索恩-卢瓦尔省，东南接汝拉省，东临上索恩省，东北部与上马恩省接壤。
与科龙布勒接壤的市镇（或旧市镇、城区）包括：科尔桑、托尔西和普利尼、巴尔莱塞普瓦斯、埃普瓦斯。

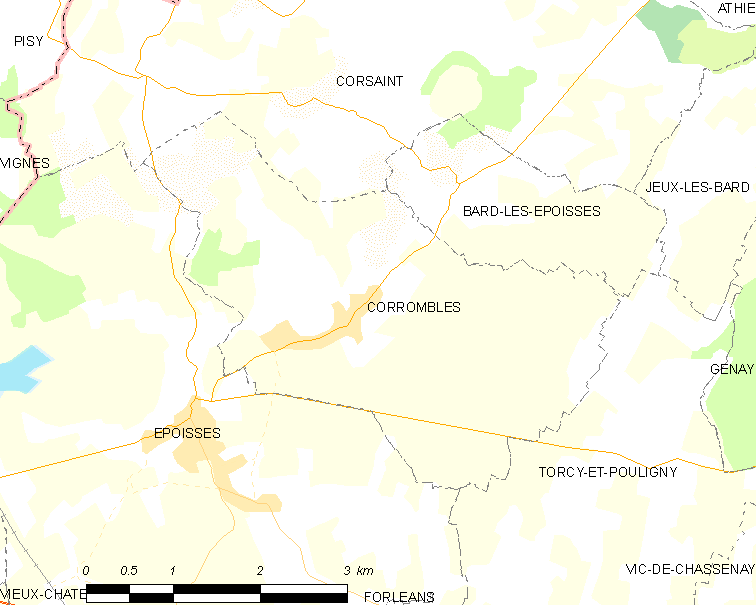
科龙布勒的OSM定位图

科龙布勒的时区为UTC+01:00、UTC+02:00（夏令时）。

## 行政
科龙布勒的邮政编码为21460，INSEE市镇编码为21198。

## 政治
科龙布勒所属的省级选区为欧苏瓦地区瑟米尔县。

## 人口

1962-2008年间科龙布勒人口变化图示

科龙布勒于2022年1月1日时的人口数量为242人。